# Chlaenius laeviplaga
Chlaenius laeviplaga  (лат.) — вид жужелиц рода слизнееды (Chlaenius) из подсемейства Harpalinae (надтриба Chlaeniitae, триба Chlaeniini, подтриба Chlaeniina). Восточная Африка, Йемен (в том числе остров Сокотра), ОАЭ.

## Описание
Среднего размера жужелицы, длина тела от 11 до 13 мм. Голова и пронотум металлически зелёные; надкрылья чёрновато-зелёные с желтоватым опушением. Вид был впервые описан русским энтомологом бароном Максимилианом Станиславовичем Шодуаром (Maximilien Stanislavovitch de Chaudoir; 1816—1881).